# Olaf Kjems
Olaf Nielsen Kjems, född 31 maj 1880, död 11 april 1952, var en dansk gymnast.
Kjems tävlade för Danmark vid olympiska sommarspelen 1912 i Stockholm, där han var med och tog silver i lagtävlingen i svenskt system. 